# El cerebro y el mito del yo
El cerebro y el mito del yo (en inglés: I of the vortex: from neurons to self) es un libro de divulgación científica del neurocientífico colombiano Rodolfo Llinás, publicado en febrero de 2002 por MIT Press., y cuya edición en español cuenta con un prólogo de su amigo, el premio Nobel Gabriel García Márquez.
El libro está considerado un best seller de divulgación científica y obtuvo el premio a "mejor libro de salud" en la feria del Libro: BookExpo America 2013, en Nueva York.

## Contenido
El libro recorre la historia de la neurociencia en su búsqueda por intentar explicar el funcionamiento de la mente y el cerebro. Además el autor incluye algunas de sus ideas e investigaciones, publicadas en revistas de investigación internacionales, pero elaboradas para un público general.